# Verdonnet
Verdonnet és un municipi francès, situat al departament de la Costa d'Or i a la regió de Borgonya - Franc Comtat. L'any 2007 tenia 86 habitants.

## Demografia

### Població
El 2007 la població de fet de Verdonnet era de 86 persones. Hi havia 44 famílies, de les quals 20 eren unipersonals (8 homes vivint sols i 12 dones vivint soles), 12 parelles sense fills, 8 parelles amb fills i 4 famílies monoparentals amb fills.
La població ha evolucionat segons el següent gràfic:
Habitants censats

### Habitatges
El 2007 hi havia 61 habitatges, 41 eren l'habitatge principal de la família, 14 eren segones residències i 6 estaven desocupats. Tots els 61 habitatges eren cases. Dels 41 habitatges principals, 38 estaven ocupats pels seus propietaris, 2 estaven llogats i ocupats pels llogaters i 1 estava cedit a títol gratuït; 2 tenien dues cambres, 9 en tenien tres, 7 en tenien quatre i 23 en tenien cinc o més. 22 habitatges disposaven pel capbaix d'una plaça de pàrquing. A 18 habitatges hi havia un automòbil i a 20 n'hi havia dos o més.

### Piràmide de població
La piràmide de població per edats i sexe el 2009 era:
| Homes | Edats   | Dones |
| ----- | ------- | ----- |
| 0     | 95 o +  | 0     |
| 0     | 90 a 94 | 1     |
| 1     | 85 a 89 | 2     |
| 1     | 80 a 84 | 0     |
| 3     | 75 a 79 | 4     |
| 4     | 70 a 74 | 1     |
| 3     | 65 a 69 | 2     |
| 2     | 60 a 64 | 5     |
| 1     | 55 a 59 | 4     |
| 4     | 50 a 54 | 5     |
| 1     | 45 a 49 | 1     |
| 1     | 40 a 44 | 3     |
| 6     | 35 a 39 | 1     |
| 2     | 30 a 34 | 2     |
| 3     | 25 a 29 | 4     |
| 0     | 20 a 24 | 2     |
| 1     | 15 a 19 | 3     |
| 0     | 10 a 14 | 3     |
| 4     | 5 a 9   | 1     |
| 1     | 0 a 4   | 2     |

## Economia
El 2007 la població en edat de treballar era de 48 persones, 35 eren actives i 13 eren inactives. De les 35 persones actives 33 estaven ocupades (16 homes i 17 dones) i 2 estaven aturades (1 home i 1 dona). De les 13 persones inactives 8 estaven jubilades, 2 estaven estudiant i 3 estaven classificades com a «altres inactius».
Activitats econòmiques
L'any 2000 a Verdonnet hi havia 8 explotacions agrícoles que ocupaven un total de 610 hectàrees.

## Poblacions més properes
El següent diagrama mostra les poblacions més properes.